# Seznam nemških dirkačev
Seznam nemških dirkačev.

## A
- Alex Aka (2000)

## B
- Erwin Bauer (1912-1958)
- Niklas Birr (1974)

## D
- Christian Danner (1958)

## F
- Theo Fitzau (1923-1982)
- Heinz-Harald Frentzen (1967)

## G
- Paul Greifzu (1902-1952)

## H
- Nick Heidfeld (1977)

## L
- Hermann Lang (1909-1987)

## M
- Anton Mang (1949)

## N
- Max Nagl (1987)

## O
- Friedrich Opel (1875-1938)
- Rikky von Opel (1947) (za Lichtenštain)
- Peter Öttl (1965)

## R
- Nico Rosberg (1985)
- Bernd Rosemeyer (1909-1938)

## S
- Michael Schumacher (1969)
- Mick Schumacher (1999)
- Ralf Schumacher (1975)
- Hans Stuck (1900-1978)

## V
- Sebastian Vettel (1987)

## W
- Manfred Winkelhock (1951-1985)

## Z
- Marius Zug (2003)